# Tim Barrett (Leichtathlet)
Tim Barrett (eigentlich Timothy Edward A. Barrett; * 16. März 1948 in Nassau) ist ein ehemaliger bahamaischer Dreispringer.
1966 siegte er bei den Zentralamerika- und Karibikspielen und wurde Vierter bei den British Empire and Commonwealth Games in Kingston.
Bei den Olympischen Spielen 1968 in Mexiko-Stadt schied er in der Qualifikation aus.
1971 gewann er Bronze bei den Zentralamerika- und Karibikmeisterschaften und wurde Fünfter bei den Panamerikanischen Spielen in Cali.
Bei den Olympischen Spielen 1972 in München kam er erneut nicht über die erste Runde hinaus.
Seine persönliche Bestleistung von 15,82 m stellte er 1967 auf.